# Sheppard Rocks
Die Sheppard Rocks sind eine Gruppe von Felsvorsprüngen im ostantarktischen Viktorialand. In den Prince Albert Mountains ragen sie 6 km nordwestlich der Ricker Hills auf.
Der United States Geological Survey kartierte sie anhand eigener Vermessungen und Luftaufnahmen der United States Navy aus den Jahren von 1956 bis 1962. Das Advisory Committee on Antarctic Names benannte sie im Jahr 1968 nach Paul D. Sheppard, Lagerverwalter auf der Amundsen-Scott-Südpolstation im antarktischen Winter 1966.